# B-Junioren-Bundesliga 2021/22
Die Saison 2021/22 war die 15. Spielzeit der B-Junioren-Bundesliga. Die Eröffnung fand am 15. August (Staffeln Nord/Nordost und Süd/Südwest) bzw. am 11. September 2021 (Staffel West) statt, das Endspiel um die Meisterschaft am 8. Mai 2022.
Nachdem die Vorsaison aufgrund der COVID-19-Pandemie nach einer Entscheidung des DFB vom 23. April 2021 vorzeitig für beendet erklärt und nicht gewertet wurde, nahm kein amtierender Meister teil. Da die Abstiege weiterhin temporär ausgesetzt wurden, bestand das Teilnehmerfeld aus den 52 Teilnehmern der vorherigen Spielzeit sowie den fünf Aufsteigern. Die Benennung selbiger erfolgte durch die jeweiligen Spielklassenträger in eigener Zuständigkeit, jedoch wurde kein neuer Teilnehmer für die Staffel West gemeldet. Darüber hinaus wurde vorab der Spielmodus angepasst – in dieser Saison absolvierte jede Staffel lediglich eine Einfachrunde.

## Staffel Nord/Nordost
Als Quotientenmeister der B-Junioren-Regionalligen Nord und Nordost nahmen Hansa Rostock sowie der FC Erzgebirge Aue, der erstmals in die Bundesliga aufsteigen konnte, teil.

### Tabelle
| Pl.             | Verein                  | Sp. | S  | U | N  | Tore    | Diff. | Punkte |
| --------------- | ----------------------- | --- | -- | - | -- | ------- | ----- | ------ |
| 1.              | Hertha BSC              | 18  | 15 | 3 | 0  | 057:900 | +48   | 48     |
| 2.              | Hamburger SV            | 18  | 12 | 3 | 3  | 041:170 | +24   | 39     |
| 3.              | FC St. Pauli            | 18  | 12 | 2 | 4  | 038:140 | +24   | 38     |
| 4.              | Chemnitzer FC           | 18  | 11 | 1 | 6  | 026:210 | +5    | 34     |
| 5.              | VfL Wolfsburg           | 18  | 9  | 6 | 3  | 042:210 | +21   | 33     |
| 6.              | RB Leipzig              | 18  | 10 | 3 | 5  | 034:230 | +11   | 33     |
| 7.              | Dynamo Dresden          | 18  | 10 | 1 | 7  | 031:230 | +8    | 31     |
| 8.              | Werder Bremen           | 18  | 9  | 3 | 6  | 043:330 | +10   | 30     |
| 9.              | 1. FC Union Berlin      | 18  | 9  | 2 | 7  | 026:210 | +5    | 29     |
| 10.             | Hannover 96             | 18  | 9  | 2 | 7  | 027:300 | −3    | 29     |
| 11.             | FC Viktoria 1889 Berlin | 18  | 8  | 0 | 10 | 025:300 | −5    | 24     |
| 12.             | Hansa Rostock (N)       | 18  | 7  | 2 | 9  | 023:280 | −5    | 23     |
| 13.             | FC Erzgebirge Aue (N)   | 18  | 4  | 5 | 9  | 013:290 | −16   | 17     |
| 14.             | FC Carl Zeiss Jena      | 18  | 5  | 1 | 12 | 014:260 | −12   | 16     |
| 15.             | Holstein Kiel           | 18  | 4  | 4 | 10 | 026:400 | −14   | 16     |
| 16.             | Energie Cottbus         | 18  | 4  | 4 | 10 | 024:470 | −23   | 16     |
| 17.             | Hertha 03 Zehlendorf    | 18  | 4  | 0 | 14 | 017:320 | −15   | 12     |
| 18.             | Eintracht Braunschweig  | 18  | 2  | 5 | 11 | 012:340 | −22   | 11     |
| 19.             | Hallescher FC           | 18  | 2  | 3 | 13 | 012:530 | −41   | 09     |
| Stand: Endstand |                         |     |    |   |    |         |       |        |

| (N) | Aufsteiger aus den Regionalligen |

### Torschützenliste
|    |                         | Spieler               | Verein        | Tore |
| -- | ----------------------- | --------------------- | ------------- | ---- |
| 1. | Polen                   | Alex da Graca Marques | Hamburger SV  | 13   |
| 1. | Deutschland             | Oliver Rölke          | Hertha BSC    | 13   |
| 3. | Deutschland             | Leander Popp          | Hertha BSC    | 12   |
| 3. | Australien              | Matteo Mazzone        | VfL Wolfsburg | 12   |
| 5. | Bosnien und Herzegowina | Luka Tunjić           | Holstein Kiel | 10   |
| 5. | Deutschland             | Eric da Silva Moreira | FC St. Pauli  | 10   |

## Staffel West
Aufgrund des späteren Staffelstarts absolvierte das Teilnehmerfeld exklusive des Wuppertaler SV vor der Ligasaison einen Ligapokal, um den Teams bereits vorab Spielpraxis unter Wettkampfbedingungen zu ermöglichen.

### Tabelle
| Pl.             | Verein                   | Sp. | S  | U | N  | Tore    | Diff. | Punkte |
| --------------- | ------------------------ | --- | -- | - | -- | ------- | ----- | ------ |
| 1.              | FC Schalke 04 (L)        | 16  | 14 | 1 | 1  | 048:600 | +42   | 43     |
| 2.              | Fortuna Düsseldorf       | 16  | 13 | 2 | 1  | 047:160 | +31   | 41     |
| 3.              | Borussia Mönchengladbach | 16  | 12 | 2 | 2  | 042:100 | +32   | 38     |
| 4.              | Borussia Dortmund        | 16  | 9  | 4 | 3  | 040:170 | +23   | 31     |
| 6.              | VfL Bochum               | 16  | 10 | 0 | 6  | 047:250 | +22   | 30     |
| 5.              | Preußen Münster          | 16  | 9  | 1 | 6  | 031:260 | +5    | 28     |
| 7.              | SC Paderborn 07          | 16  | 8  | 3 | 5  | 035:260 | +9    | 27     |
| 8.              | 1. FC Köln               | 16  | 7  | 2 | 7  | 029:220 | +7    | 23     |
| 9.              | SC Fortuna Köln          | 16  | 7  | 1 | 8  | 017:280 | −11   | 22     |
| 10.             | Rot-Weiss Essen          | 16  | 7  | 1 | 8  | 018:310 | −13   | 22     |
| 11.             | Arminia Bielefeld        | 16  | 5  | 5 | 6  | 026:280 | −2    | 20     |
| 12.             | Bayer 04 Leverkusen      | 16  | 6  | 2 | 8  | 021:250 | −4    | 20     |
| 13.             | FC Hennef 05             | 16  | 6  | 0 | 10 | 016:260 | −10   | 18     |
| 14.             | Alemannia Aachen         | 16  | 3  | 2 | 11 | 016:410 | −25   | 11     |
| 15.             | SV Lippstadt 08          | 16  | 3  | 0 | 13 | 013:460 | −33   | 09     |
| 16.             | SG Unterrath             | 16  | 1  | 4 | 11 | 012:400 | −28   | 07     |
| 17.             | Wuppertaler SV           | 16  | 0  | 2 | 14 | 007:520 | −45   | 02     |
| Stand: Endstand |                          |     |    |   |    |         |       |        |

| (L) | Sieger des Weststaffel-Ligapokals |

### Torschützenliste
|    |             | Spieler            | Verein                   | Tore |
| -- | ----------- | ------------------ | ------------------------ | ---- |
| 1. | Deutschland | Mohammad Mahmoud   | VfL Bochum               | 20   |
| 2. | Deutschland | David Arize        | Borussia Mönchengladbach | 14   |
| 3. | Deutschland | Alexander Holl     | Fortuna Düsseldorf       | 11   |
| 4. | Deutschland | Niklas Dörr        | FC Schalke 04            | 10   |
| 5. | Deutschland | Paris Brunner      | Borussia Dortmund        | 9    |
| 5. | Polen       | David Widlarz      | Fortuna Düsseldorf       | 9    |
| 5. | Deutschland | Benedikt Fallbrock | Preußen Münster          | 9    |

## Staffel Süd/Südwest
Als Aufsteiger aus der A-Jugend-Bayernliga gelangte der FC Ingolstadt 04, nachdem er sich in zwei Entscheidungsspielen Ende Juni 2021 gegen den SSV Jahn Regensburg durchgesetzt hatte, in die B-Junioren-Bundesliga. Die SV Elversberg (B-Jugend Regionalliga Südwest) sowie Rot-Weiss Frankfurt (B-Junioren-Hessenliga) konkurrierten parallel dazu ebenfalls in zwei Partien um einen weiteren Platz in der Liga, den sich Elversberg sichern konnte. Aus der B-Jugend-Oberliga Baden-Württemberg kam der SSV Reutlingen 05 neu hinzu. Reutlingen belegte den vierten Rang, hatte jedoch drei nicht aufstiegsberechtigte Zweitmannschaften vor sich und schaffte es so erstmals in die Bundesliga.

### Tabelle
| Pl.             | Verein                | Sp. | S  | U | N  | Tore    | Diff. | Punkte |
| --------------- | --------------------- | --- | -- | - | -- | ------- | ----- | ------ |
| 1.              | VfB Stuttgart         | 20  | 17 | 3 | 0  | 067:170 | +50   | 54     |
| 2.              | SpVgg Unterhaching    | 20  | 16 | 0 | 4  | 048:300 | +18   | 48     |
| 3.              | TSG 1899 Hoffenheim   | 20  | 12 | 4 | 4  | 049:300 | +19   | 40     |
| 4.              | SC Freiburg           | 20  | 12 | 3 | 5  | 056:320 | +24   | 39     |
| 5.              | 1. FSV Mainz 05       | 20  | 11 | 5 | 4  | 051:260 | +25   | 38     |
| 6.              | FC Bayern München     | 20  | 12 | 2 | 6  | 053:320 | +21   | 38     |
| 7.              | 1. FC Nürnberg        | 20  | 10 | 3 | 7  | 051:290 | +22   | 33     |
| 8.              | FC Augsburg           | 20  | 10 | 3 | 7  | 041:320 | +9    | 33     |
| 9.              | SV Darmstadt 98       | 20  | 11 | 0 | 9  | 037:400 | −3    | 33     |
| 10.             | SpVgg Greuther Fürth  | 20  | 9  | 4 | 7  | 030:290 | +1    | 31     |
| 11.             | Karlsruher SC         | 20  | 7  | 6 | 7  | 031:270 | +4    | 27     |
| 12.             | Eintracht Frankfurt   | 20  | 7  | 5 | 8  | 030:330 | −3    | 26     |
| 13.             | TSV 1860 München      | 20  | 8  | 2 | 10 | 026:290 | −3    | 26     |
| 14.             | Stuttgarter Kickers   | 20  | 8  | 1 | 11 | 031:370 | −6    | 25     |
| 15.             | 1. FC Kaiserslautern  | 20  | 7  | 2 | 11 | 043:450 | −2    | 23     |
| 16.             | FSV Frankfurt         | 20  | 6  | 2 | 12 | 025:350 | −10   | 20     |
| 17.             | 1. FC Heidenheim      | 20  | 5  | 4 | 11 | 032:510 | −19   | 19     |
| 18.             | SV Wehen Wiesbaden    | 20  | 6  | 1 | 13 | 024:500 | −26   | 19     |
| 19.             | FC Ingolstadt 04 (N)  | 20  | 4  | 5 | 11 | 022:490 | −27   | 17     |
| 20.             | SV Elversberg (N)     | 20  | 2  | 2 | 16 | 011:610 | −50   | 08     |
| 21.             | SSV Reutlingen 05 (N) | 20  | 0  | 3 | 17 | 014:580 | −44   | 03     |
| Stand: Endstand |                       |     |    |   |    |         |       |        |

| (N) | Aufsteiger aus der Regional- und Oberliga |

### Torschützenliste
|    |             | Spieler               | Verein               | Tore |
| -- | ----------- | --------------------- | -------------------- | ---- |
| 1. | Deutschland | Maurice Krattenmacher | SpVgg Unterhaching   | 23   |
| 2. | Turkei      | Can Uzun              | 1. FC Nürnberg       | 22   |
| 3. | Deutschland | Lucas Leibrock        | 1. FC Kaiserslautern | 15   |
| 3. | Deutschland | Christopher Negele    | 1. FC Heidenheim     | 15   |
| 5. | Deutschland | Oskar Prokopchuk      | 1. FC Kaiserslautern | 14   |
| 5. | Deutschland | Nelson Weiper         | 1. FSV Mainz 05      | 14   |

## Endrunde um die deutsche B-Junioren-Meisterschaft 2022
Die Meister aller Staffeln sowie die zweitplatzierte Mannschaft der Staffel West qualifizierten sich für die Endrunde um die deutsche Meisterschaft.
| - Meister der Staffel Nord/Nordost: Hertha BSC - Meister der Staffel Süd/Südwest: VfB Stuttgart | - Meister der Staffel West: FC Schalke 04 - Vizemeister der Staffel West: Fortuna Düsseldorf |

### Halbfinale
| Datum                 |               | Gesamt |                    | Hinspiel  | Rückspiel |
| --------------------- | ------------- | ------ | ------------------ | --------- | --------- |
| 27. April/1. Mai 2022 | FC Schalke 04 | 6:1    | Fortuna Düsseldorf | 3:0 (0:0) | 3:1 (2:0) |
| 27. April/1. Mai 2022 | VfB Stuttgart | 3:1    | Hertha BSC         | 1:0 (0:0) | 2:1 (0:0) |

### Finale
| FC Schalke 04                                          | FC Schalke 04 | VfB Stuttgart | VfB Stuttgart |
| ------------------------------------------------------ | --- | --- | ------------- |
| FC Schalke 04                                          | \| 8. Mai 2022 um 10:45 Uhr in Parkstadion, Gelsenkirchen \| \| Ergebnis: 1:1 n. V. (1:1, 0:0), 3:2 i. E. \| \| Zuschauer: 3.150 \| \| Schiedsrichter: Leroy Schott \| \| Spielbericht \|                            | \| 8. Mai 2022 um 10:45 Uhr in Parkstadion, Gelsenkirchen \| \| Ergebnis: 1:1 n. V. (1:1, 0:0), 3:2 i. E. \| \| Zuschauer: 3.150 \| \| Schiedsrichter: Leroy Schott \| \| Spielbericht \|                                                                                | VfB Stuttgart |
| FC Schalke 04                                          | Faaris Yusufu – Taylan Bulut, Armend Likaj, Niklas Barthel, Vincent Burlet ( 61. Philip Buczkowski) – Max Grüger, Nedzhib Hadzha, Enes Rüzgar, Assan Ouédraogo, Tristan Osmani – Niklas Dörr Cheftrainer: Onur Cinel | Dennis Seimen – Tim Hannak, Jan-Carlo Simić, Paulo Fritschi, Semih Kara ( 80. Peter Reinhardt) – Samuele Di Benedetto, Luca Raimund ( 61. Luca Battista), Laurin Ulrich – Benjamin Boakye, Eliot Bujupi ( 72. Mike Huras), Alexandre Azevedo Cheftrainer: Markus Fiedler | VfB Stuttgart |
| FC Schalke 04                                          | 1:1 Osmani (64.) | 0:1 Simić (53.) | VfB Stuttgart |
| FC Schalke 04                                          | Elfmeterschießen | | VfB Stuttgart |
| FC Schalke 04                                          | Likaj 1:1 Buczkowski 2:1 Dörr Bulut 3:2 Osmani | 0:1 Seimen Ulrich Boakye 2:2 Simić Di Benedetto | VfB Stuttgart |
| FC Schalke 04                                          | Di Benedetto (68.), Hannak (85.) | | VfB Stuttgart |
| 8. Mai 2022 um 10:45 Uhr in Parkstadion, Gelsenkirchen | | |               |
| Ergebnis: 1:1 n. V. (1:1, 0:0), 3:2 i. E.              | | |               |
| Zuschauer: 3.150                                       | | |               |
| Schiedsrichter: Leroy Schott                           | | |               |
| Spielbericht                                           | | |               |